# Blendios
Los blendios (en latín: blendii) eran una de las tribus cántabras o populi (gentes) prerromanas. Habitaban el valle del Besaya, desde Reinosa hasta Suances, donde los romanos fundaron una metrópoli llamada Portus Blendium, los valles de Reinosa, Olea y Valdeprado del Río, y la zona este de la bahía de Santander, según los hitos romanos de los que tenemos noticia; es posible que también les perteneciera parcial o totalmente el valle del Pas. De ellos también deriva el nombre de calzada de los Blendios, una ruta romana que unía Julióbriga y Portus Blendium; esta termina en el castro de La Masera, situado en el monte homónimo, en la zona interior de la ría de Suances. 
Los blendios han sido identificados como el mismo pueblo que los plentusios mencionados por Estrabón, que habitaban en el área de las fuentes del Ebro y cambiaron el nombre a «iuliobrigenses» (habitantes de Julióbriga) en época romana. Próximos a ellos vivían los morecanos. Se les supone emparentados a los pelendones del norte de Soria, relegados a un menor territorio tras la llegada de los arevacos. Ambos serían derivados de la tribu de los Belendii transpirenaicos, gentilidad de los boios o bituriges de la Burdigala que llegaron también a la costa Aquitana procedentes de noreste de las Galias en las migraciones de eburones y cempsios del siglo V a. C..
Su nombre proviene de la raíz indoeuropea *(s)plend-, directamente relacionada con el latín splendeo, «brillar». Los (s)plendyos o blendios serían sencillamente «los brillantes» o «los resplandecientes».
Vivían en castros situados en cerros y montes, como el resto de los cántabros y los pueblos de tradición céltica. Al parecer su mayor enclave era Aracillum, tomado por los romanos durante las guerras cántabras. Portus Blendium fue un puerto situado al oeste de Portus Victoriae Iuliobrigensium, normalmente identificado con Suances debido a los restos romanos encontrados allí y a que en La Masera de Cortiguera (municipio de Suances) termina la calzada romana de los blendios, lo cual concuerda con el Itinerario de barro, aunque este ha sido cuestionado.

## Asentamientos
- Castro del Hierro de La Masera.
- Aracillum.